# Decese în 2025
Această pagină conține o listă de personalități care au decedat în cursul anului 2025.
- Numele acestora sunt raportate după data decesului, în ordine alfabetică după nume sau pseudonim.
- Numele, vârsta, naționalitate, despre ce subiect a fost menționat, cauza morții (dacă este cunoscută) și referința.

## August
- 2 august: Vladimir Popov, luptător rus, medaliat olimpic cu bronz (1988) (n. 1962)
- 3 august: Loni Anderson,  actriță americană de film și televiziune (n. 1945)
- 5 august: Jorge Costa, fotbalist și antrenor de fotbal portughez (CFR Cluj, CS Gaz Metan Mediaș) (n. 1971)
- 5 august: Ion Iliescu, politician român, Președinte al României (1990-1996, 2000-2004) (n. 1930)
- 7 august: Myint Swe, politician birmanez, președinte interimar al Myanmarului (2018, 2021–2024) (n. 1951)
- 7 august: Lucia Efrim, jurnalistă și editorialistă română (n. 1968)

## Iulie
- 1 iulie: Ion Cernea, luptător român, medaliat olimpic cu argint (1960) și bronz (1964) (n. 1936)
- 1 iulie: Mihai Leu, boxer și pilot de raliuri român (n. 1969)
- 2 iulie: Julian McMahon, actor american (Cei 4 Fantastici, Cei patru fantastici: Ascensiunea lui Silver Surfer) (n. 1968)
- 3 iulie: László Horváth, pentatlonist maghiar, medaliat olimpic cu argint (1980) (n. 1946)
- 3 iulie: Diogo Jota, fotbalist portughez (n. 1996)
- 3 iulie: Michael Madsen, actor (Donnie Brasco, Kill Bill: Volumul 1, Kill Bill: Volumul 2, Sin City), poet și fotograf american (n. 1957)
- 4 iulie: Mark Snow, compozitor american de film și televiziune (n. 1946)
- 5 iulie: Emilio Molinari, politician italian, membru al Parlamentului European (1984–1985) (n. 1939)
- 6 iulie: Franz Hodjak, scriitor german originar din România (n. 1944)
- 9 iulie: Ioana Bulcă, actriță română de voce, teatru și televiziune (n. 1936)
- 11 iulie: Gheorghe Șevcișin, dirijor din Republica Moldova (n. 1945)
- 13 iulie: Muhammadu Buhari, politician nigerian, președinte al Republicii Nigeria (1983-1985, 2015-2023) (n. 1942)
- 13 iulie: Yves Galland, politician francez, membru al Parlamentului European (1979–1986, 1989-1995) (n. 1941)
- 13 iulie: Mircea Florin Șandru, poet și jurnalist român (n. 1949)
- 15 iulie: Pınar Kür, scriitoare, actriță, traducător, academician turc (n. 1943)
- 16 iulie: Connie Francis, cântăreață americană de muzică pop (n. 1937)
- 16 iulie: Audun Grønvold, schior norvegian, medaliat olimpic cu bronz (2010) (n. 1976)
- 17 iulie: Felix Baumgartner, parașutist și BASE jumper austriac (n. 1969)
- 17 iulie: Udo Voigt, politician german, membru al Parlamentului European (2014–2019) (n. 1952)
- 18 iulie: Edwin Feulner, om de științe american pe probleme politice (n. 1941)
- 18 iulie: Hitomi Obara, luptătoare japoneză, campioană olimpică (2012) (n. 1981)
- 18 iulie: André Vingt-Trois, cardinal francez, arhiepiscop emerit al Arhidiecezei de Paris, președinte al Conferinței Episcopilor din Franța (n. 1942)
- 19 iulie: Ingvar Ambjørnsen, scriitor norvegian (n. 1956)
- 19 iulie: Joanna Macy, activistă americană de mediu, autoare, cercetătoare în budism, teoria generală a sistemelor și ecologia profundă (n. 1929)
- 20 iulie: Urszula Kozioł, poetă, prozatoare și autoare poloneză de romane și piese de teatru (n. 1931)
- 22 iulie: Ozzy Osbourne, muzician, compozitor, actor și cantautor englez (Black Sabbath) (n. 1948)
- 23 iulie: Alexandru Gheorghiaș, comentator sportiv român (n. ?)
- 23 iulie: Caius Lungu, fotbalist român (n. 1989)
- 24 iulie: Hulk Hogan, actor (Rocky III) și wrestler american (n. 1953)
- 25 iulie: Herbert Pankau, fotbalist german, medaliat olimpic cu bronz (1964) (n. 1941)
- 27 iulie: Horst Mahler, extremist german (n. 1936)
- 28 iulie: Alejandra Oliveras, boxeriță profesionistă argentiniană  (n. 1978)
- 30 iulie: David Argue, actor australian (n. 1959)
- 30 iulie: Laura Dahlmeier: biatlonistă germană, medaliată olimpică cu aur și argint (2018) (n. 1993)
- 31 iulie: Marlena Zagoni-Predescu, canotoare română, medaliată olimpică cu bronz (1980) (n. 1951)

## Iunie
- 1 iunie: Ayșe Seitmuratova, jurnalistă, istoric și disident sovietic de naționalitate ucraineană (n. 1937)
- 3 iunie: Eugen Doga, compozitor moldovean, membru titular al Academiei de Științe a Moldovei (1992) (n. 1937)
- 3 iunie: Acsinte Gaspar, jurist român (n. 1937)
- 4 iunie: Raul WS, rapper român (n. 2002)
- 5 iunie: Edgar Lungu, politician zambian, președinte al Zambiei (2015-2021) (n. 1956)
- 6 iunie: Virgil Nemoianu, eseist, critic literar, filozof al culturii și pedagog american născut în România (n. 1940)
- 9 iunie: Frederick Forsyth, scriitor englez de thriller (n. 1938)
- 10 iunie: Vasile Mănăilă, antrenor și fost fotbalist român (n. 1962)
- 10 iunie: Marcel Sabou, fotbalist român (n. 1965)
- 11 iunie: John Robbins, autor american (n. 1947)
- 12 iunie: Florea Dudiță, inginer, profesor universitar, administrator academic (prorector și rector al Universități Transilvania) și politician român (n. 1934)
- 12 iunie: Maurice Gee, scriitor neozeelandez (n. 1931)
- 12 iunie: Zoltán Horváth, scrimer maghiar, medaliat cu aur și argint (1960) (n. 1937)
- 12 iunie: Radu Stroe, politician român, ministru al Afacerilor Externe (2012–2014) (n. 1949)
- 14 iunie: Violeta Chamorro, politiciană din Nicaragua, președintă a acestei țări (1990–1997) (n. 1929)
- 14 iunie: Catherine Delbarre, scrimeră franceză specializată pe floretă (n. 1925)
- 17 iunie: Alfred Brendel, pianist austriac, născut în Cehoslovacia (n. 1931)
- 19 iunie: André Fanton, politician francez, membru al Parlamentului European (1980–1982, 1984–1989) (n. 1928)
- 19 iunie: Gailard Sartain, actor american (n. 1943)
- 19 iunie: Dragoș Șeuleanu, doctor în știinte economice și afaceri internaționale, manager, jurnalist de radio, expert în transfer de cunoaștere (n. 1962)
- 21 iunie: Kailash Purryag, politician din Mauritius, președinte al statului Mauritius (2012–2015) (n. 1947)
- 22 iunie: Mircea Chistruga, regizor de filme documentare din Republica Moldova (n. 1948)
- 23 iunie: Lea Massari, actriță și cântăreață italiană (n. 1933)
- 24 iunie: Alvaro Vitali, actor italian (n. 1950)
- 27 iunie: Ileana Silai, atletă română, vicecampioană olimpică (1968) (n. 1941)
- 30 iunie: Vasile Sărucan, atlet român, specializat în sărituri în lungime (n. 1945)
- 30 iunie: Lajos Sătmăreanu, fotbalist român de etnie maghiară (n. 1944)

## Mai
- 2 mai: Alexandra Bellow, matematiciană română-americană (n. 1935)
- 2 mai: Karel Bláha, actor și cântăreț ceh (n. 1947)
- 4 mai: Jochen Mass, pilot de curse auto german (n. 1946)
- 6 mai: Valeri Șevciuk, scriitor ucrainean (n. 1939)
- 7 mai: Joe Don Baker, actor american (n. 1936)
- 7 mai: Cleopa Msuya, politician tanzanian, prim-ministru al statului Tanzania (1980–1983, 1994–1995) (n. 1931)
- 8 mai: Kikuo Wada, luptător japonez, medaliat olimpic cu argint (1972) (n. 1951)
- 9 mai: Nadja Abd el Farrag, moderatoare TV și actriță germană (n. 1965)
- 11 mai: Sabu, wrestler american (n. 1964)
- 13 mai: José Mujica, politician din Uruguay, președinte al Uruguayului (2010–2015) (n. 1935)
- 13 mai: Gheorghe Paladi, medic moldovean, specialist în obstetrică și ginecologie, membru titular al Academiei de Științe a Moldovei (n. 1929)
- 13 mai: Teijiro Tanikawa, înotător japonez, medaliat olimpic cu argint (1952) (n. 1932)
- 13 mai: Szvetiszláv Sasics, pentatlonist maghiar, medaliat olimpic cu bronz (1976, cu echipa) (n. 1948)
- 14 mai: Đoàn Viết Hoạt, jurnalist, pedagog și luptător pentru drepturile omului vietnamez (n. 1942)
- 15 mai: Cristina Deleanu, actriță română de film, radio, televiziune, teatru și voce (n. 1940)
- 16 mai: Peter Lax, matematician maghiar, câștigător al Premiului Abel (2005) (n. 1926)
- 19 mai: Kathleen Hughes,  actriță americană de film și televiziune (n. 1928)
- 20 mai: Francisco de Paula Enrique de Borbón y Escasany, al 5-lea duce de Sevilla, aristocrat spaniol, membru al familiei regale a Spaniei (n. 1943)
- 20 mai: Joan Harrison, înotătoare sud-africană, medaliată olimpică (1952) (n. 1935)
- 20 mai: Trần Đức Lương, politician vietnamez, președinte al Vietnamului (1997–2006) (n. 1937)
- 20 mai: George Wendt, actor american de film și televiziune (n. 1948)
- 22 mai: Alfredo Palacio, politician ecuadorian, președinte al statului Ecuador (2005–2007) (n. 1939)
- 23 mai: Leonard Zăicescu, supraviețuitor al Pogromului de la Iași și ultimul supraviețuitor al Trenului morții Iași-Podu Iloaiei (n. 1927)
- 24 mai: Susan Brownmiller, activistă și jurnalistă americană radical-feministă (n. 1935)
- 25 mai: Silvia Radu, sculptoriță și pictoriță română (n. 1935)
- 26 mai: Robert Jarvik, om de știință american, medic, cercetător, inventator și întreprinzător american (n. 1946)
- 28 mai: George E. Smith, fizician american, laureat al Premiului Nobel pentru fizică (2009) (n. 1930)
- 28 mai: Ngugi wa Thiong'o, scriitor kenyan (n. 1938)
- 30 mai: Mario Primicerio, matematician și politician italian, primar al orașului Florența (1995–1999) (n. 1940)

## Aprilie
- 1 aprilie: Val Kilmer, actor american (n. 1959)
- 2 aprilie: Khamtai Siphandone, politician din Laos, președinte al statului Laos (1998–2006) (n. 1924)
- 3 aprilie: Margarita Xhepa, actriță albaneză de etnie aromână (n. 1932)
- 3 aprilie: Andreas, Prinț de Saxa-Coburg și Gotha, șeful Casei de Saxa-Coburg și Gotha (din 1998) (n. 1943)
- 3 aprilie: Margarita Xhepa, actriță albaneză de etnie aromână (n. 1932)
- 5 aprilie: Heikki Hasu, schior finlandez și politician, campion și medaliat olimpic cu argint (individual și cu echipa) (1948, 1952) (n. 1926)
- 6 aprilie: Clem Burke, muzician american, bateristul formației rock Blondie (n. 1954)
- 8 aprilie: Bogdan Teodorescu, scriitor și jurnalist român (n. 1963)
- 10 aprilie: Leo Beenhakker, fotbalist și antrenor neerlandez de fotbal (n. 1942)
- 10 aprilie: Joseph Mewis, luptător belgian (n. 1931)
- 11 aprilie: Max Romeo, muzician jamaican (n. 1944)
- 13 aprilie: Mario Vargas Llosa, scriitor peruan, laureat al Premiului Nobel pentru Literatură (2010) (n. 1936)
- 16 aprilie: Aaron Boupendza, fotbalist gabonez (Rapid București) (n. 1996)
- 16 aprilie: João Cravinho, politician portughez, membru al Parlamentului European (1989–1994) (n. 1936)
- 17 aprilie: Jaromír Štětina, jurnalist, scriitor și politician ceh, membru al Parlamentului European (2014–2019) (n. 1943)
- 18 aprilie: Ion Arachelu,  actor de teatru și film din Republica Moldova, de etnie armeană (n. 1948)
- 18 aprilie: Julieta Szönyi, actriță română de film, radio, televiziune, scenă și voce (n. 1949)
- 19 aprilie: Alexandru Georgescu, actor român (n. 1948)
- 20 aprilie: Hugo Gatti, fotbalist argentinian (Gimnasia La Plata, Boca Juniors, naționala) (n. 1944)
- 20 aprilie: Nawaf Salameh, om de afaceri român, fondator și Chairman al Alexandrion Group (n. 1965)
- 20 aprilie: Maria Șubina, caiacistă rusă, medaliată olimpic cu aur (1960) (n. 1930)
- 21 aprilie: Francis Zammit Dimech, politician maltez, ministru al afacerilor externe (2012–2013), membru al Parlamentului European (2017–2019) (n. 1954)
- 21 aprilie: Papa Francisc, al 266-lea papă al Bisericii Catolice, născut în Argentina (n. 1936)
- 21 aprilie: Dumitru Zamfira, cântăreț de muzică populară român (n. 1940)
- 22 aprilie: Lar Park Lincoln, actriță americană (Vineri 13: Sânge proaspăt - Partea a 7-a) (n. 1961)
- 22 aprilie: V. Y. Mudimbe, filosof polimatic, profesor și scriitor din Republica Democratică Congo (n. 1941)
- 22 aprilie: Zurab Tsereteli, pictor, sculptor și arhitect georgiano-rus (n. 1934)
- 24 aprilie: Ivan Sotirov, fotbalist bulgar (n. 1935)
- 29 aprilie: David Horowitz, scriitor și activist american (n. 1939)
- 29 aprilie: Valeriu Tabără, politician român, membru al Partidului Democrat (n. 1949)
- 30 aprilie: Ferenc Mohácsi, canoist maghiar, medaliat olimpic cu bronz (1956) (n. 1929)
- 30 aprilie: Jules Wijdenbosch, politician surinamez, președinte al statului Surinam (1996–2000) (n. 1941)

## Martie
- 2 martie: Buvaisar Saitiev, luptător rus, medaliat olimpic cu aur (1996, 2004, 2008) (n. 1975)
- 3 martie: Eleonora Giorgi, actriță și regizoare italiană de film (n. 1953)
- 3 martie: Felicia Țilea-Moldovan, aruncătoare de suliță română (n. 1967)
- 5 martie: Sandra Harding, filozoafă feministă americană (n. 1935)
- 6 martie: Meredith Belbin, cercetător și teoretician englez în domeniul managementului (n. 1926)
- 6 martie: Klaus Richtzenhain, semifondist german, medaliat olimpic cu argint (1956) (n. 1934)
- 7 martie: Răzvan Ionilă, fotbalist român (n. 1982)
- 7 martie: Jürgen Piepenburg, fotbalist și antrenor german (n. 1941)
- 7 martie: Gabriela Dima Astrolog
- 8 martie: Ella Zeller, jucătoare și antrenoare română de tenis de masă (n. 1933)
- 9 martie: Akinori Nakayama, gimnast artistic japonez, medaliat olimpic cu aur (1968, 1972) (n. 1943)
- 11 martie: Clive Revill, actor de film neozeelandez (n. 1930)
- 11 martie: Witold Tomczak, om politic polonez, membru al Parlamentului European (2004-2009) (n. 1957)
- 12 martie: Alexandr Ivanovici Baranov, general de armată rus, comandantul Districtului Militar Caucazul de Nord din iulie 2004 și până în mai 2008 (n. 1946)
- 12 martie: Klaus Kobusch, ciclist de performanță german, medaliat olimpic cu bronz (1964) (n. 1941)
- 13 martie: Sofia Gubaidulina, compozitoare sovietică și rusă de muzică spirituală modernă (n. 1931)
- 13 martie: Grazia Maria Spina, actriță italiană (n. 1936)
- 14 martie: Dag Solstad, romancier, dramaturg și nuvelist norvegian (n. 1941)
- 16 martie: Gavrilă Birău, fotbalist român (n. 1945)
- 16 martie: Peter Kocher, astronom amator elvețian (n. 1939)
- 16 martie: Andrej Lazarov, fotbalist macedonean (n. 1999)
- 17 martie: Gheorghe Vărzaru, ruigbyst român (n. 1960)
- 18 martie: Bob Harvey, cântăreț american, basistul trupei Jefferson Airplane (n. 1933)
- 19 martie: Calistrat Cuțov, boxer român, medaliat olimpic cu bronz (1968) (n. 1948)
- 19 martie: Vasile Simionaș, jucător și antrenor român de fotbal (n. 1950)
- 20 martie: Eddie Jordan, om de afaceri irlandez, personalitate de televiziune și fost proprietar de echipă de sport cu motor (n. 1948)
- 21 martie: Florin Popa, deputat român, ales în 2016 (n. 1954)
- 21 martie: George Foreman, boxer american, medaliat olimpic cu aur (1968) (n. 1949)
- 21 martie: Filiz Akın, actriță, model, scriitoare și prezentatoare de televiziune turcă (n. 1943)
- 22 martie: Ulpiu Traian Bodea, politician, scriitor și anti-comunist român, cetățean de onoare al Municipiului Beiuș (n. 1941)
- 22 martie: Dan Buciu, compozitor și profesor român (n. 1943)
- 23 martie: Charles Towneley Strachey, 4th Baron O'Hagan, om politic britanic, membru al Parlamentului European (1973–1994) (n. 1945)
- 25 martie: Radu Țuculescu, romancier, dramaturg, traducător din limba germană (n. 1949)
- 26 martie: Doina Jela, prozatoare, eseistă, editoare și jurnalistă română (n. 1951)
- 27 martie: Alexandru Bacaci, avocat și profesor universitar, co-fondator al Facultății de Drept din cadrul Universității „Lucian Blaga” din Sibiu (n. 1944)
- 27 martie: Ottó Tolnai, scriitor maghiar (n. 1940)
- 28 martie: Alexandru Bantoș, scriitor și publicist din Republica Moldova (n. 1950)
- 28 martie: Richard Norton, actor australian (Mad Max: Drumul furiei, Brigada sinucigașilor, Dark Phoenix) (n. 1950)
- 29 martie: László Miske, actor maghiar născut în România (n. 1935)
- 30 martie: Richard Chamberlain, actor și cântăreț american (n. 1934)
- 30 martie: Marinko Colnago, cântăreț croat, membru al formații Novi fosili (n. 1942)

## Februarie
- 1 februarie: Horst Köhler, economist și politician german, președinte al Germaniei (2004–2010) (n. 1943)
- 3 februarie: Gheorghe Lazarovici, arheolog român (n. 1941)
- 5 februarie: Irv Gotti, producător american de muzică hip hop și R&B (n. 1970)
- 5 februarie: Mike Ratledge, muzician britanic (n. 1943)
- 5 februarie: Aldo Tortorella, jurnalist, politician și partizan italian (n. 1926)
- 8 februarie: Sam Nujoma, politician namibian, președinte al Namibiei (1990–2005) (n. 1929)
- 9 februarie: Elena Grölz, handbalistă germană de origine română (n. 1960)
- 11 februarie: Georgios Roubanis, atlet grec, medaliat olimpic cu bronz (1956) (n. 1929)
- 13 februarie: Jacqueline van Maarsen, autoare neerlandeză (n. 1929)
- 14 februarie: Geneviève Page, actriță franceză (n. 1927)
- 15 februarie: Muhsin Hendricks, imam sud-african, savant islamic și activist pentru drepturile LGBT (n. 1967)
- 17 februarie: Frits Bolkestein, politician neerlandez, comisar european (1999–2004) (n. 1933)
- 17 februarie: Antonine Maillet, scriitoare, scenaristă și cercetătoare franco-canadiană (n. 1929)
- 17 februarie: Jamie Muir, muzician britanic, percuționist în cadrul formației King Crimson (n. 1942)
- 18 februarie: Gene Hackman, actor american (n. 1930)
- 20 februarie: Frankétienne, scriitor, poet, dramaturg, muzician și pictor din Haiti (n. 1936)
- 20 februarie: Friedrich-Wilhelm Junge, actor de teatru german (n. 1938)
- 22 februarie: Gianni Pettenati, cântăreț și critic muzical italian (n. 1945)
- 25 februarie: Vladimir Beșleagă, eseist, jurnalist, prozator, scriitor, traducător din Republica Moldova, deputat în Parlamentul Republicii Moldova (1990–1994) (n. 1931)
- 25 februarie: Roberto Orci, scriitor și producător de film și televiziune americano-mexican (n. 1973)
- 25 februarie: Michelle Trachtenberg, actriță americană (Buffy, spaima vampirilor) (n. 1985)
- 27 februarie: Boris Spasski, șahmatist rus, maestru internațional (n. 1937)
- 28 februarie: Luca Manolache, fotbalist român (n. 2005)

## Ianuarie
- 1 ianuarie: David Lodge, scriitor englez (n. 1935)
- 1 ianuarie: Nora Orlandi, muziciană și compozitoare italiană (n. 1933)
- 2 ianuarie: Ágnes Keleti, gimnastă olimpică maghiară (n. 1921)
- 5 ianuarie: Costas Simitis, om politic grec, prim-ministru al Greciei (1996-2004), (n. 1936)
- 7 ianuarie: Jean-Marie Le Pen, politician francez (n. 1928)
- 8 ianuarie: Gabriel de Broglie, istoric și om de stat francez, membru de onoare al Academiei Române (n. 1931)
- 9 ianuarie: Marius Ciugarin, fotbalist român (n. 1949)
- 12 ianuarie: Stuart Spencer, consultant politic american (n. 1927)
- 15 ianuarie: Jeannot Szwarc, regizor de film și televiziune francez (n. 1939)
- 16 ianuarie: Vasile Ardeleanu, fotbalist român (n. 1974)
- 16 ianuarie: Masaharu Ueda, operator de film și director de imagine japonez (n. 1938)
- 16 ianuarie: Dmitry Volkov, înotător rus, medaliat olimpic cu argint (1992) cu echipa și (1988) la fel cu echipa (n. 1966)
- 16 ianuarie: David Lynch, regizor american (n. 1946)
- 16 ianuarie: Joan Plowright, actriță britanică (n. 1929)
- 16 ianuarie: Masaharu Ueda, operator de film și director de imagine japonez (n. 1938)
- 16 ianuarie: Dmitri Volkov, înotător rus, medaliat olimpic cu argint (1992, cu echipa) și cu bronz (1988, individual și cu echipa) (n. 1966)
- 17 ianuarie: Denis Law, fotbalist scoțian (n. 1940)
- 17 ianuarie: Punsalmaagiin Ochirbat, om politic din Mongolia, primul președinte al Republicii Mongolia (1990–1997) (n. 1942)
- 18 ianuarie: Mărin Cornea, interpret român de muzică populară (n. 1947)
- 18 ianuarie: Nicolae Oaidă, fotbalist român (n. 1933)
- 19 ianuarie: Gheorghe Udriște, inginer român, cunoscut pentru activitatea sa din cadrul metroului din București (n. 1947)
- 19 ianuarie: Eva Klein, om de știință suedezo-maghiar (n. 1925)
- 21 ianuarie: Mauricio Funes, jurnalist și om politic salvadorez, președinte al Republicii El Salvador (2009–2014) (n. 1959)
- 22 ianuarie: Constantin Abăluță, arhitect, poet, prozator, antologist și traducător român (n. 1938)
- 22 ianuarie: Teoharie Coca-Cosma, comentator român (n. 1941)
- 22 ianuarie: Cornel Oțelea, handbalist român (n. 1940)
- 25 ianuarie: Anastasios al Albaniei, arhiepiscopul ortodox al Tiranei, al Durrës-ului și al întregii Albanii (1992–2025) (n. 1929)
- 26 ianuarie: Yannis Ziagas, politician grec, Membru al Parlamentului European (1982–1984) (n. 1940)
- 27 ianuarie: Iusein Ibram, politician român de etnie turcă, membru al Parlamentului României (2004–2025) (n. 1953)
- 27 ianuarie: Baldur Preiml, săritor cu schiurile austriac, medaliat olimpic cu bronz (1968) (n. 1939)
- 29 ianuarie: Dinu Gheorghe, președinte de club de fotbal din România (n. 1956)
- 30 ianuarie: Dick Button, patinator american, campion olimpic (1948, 1952) (n. 1929)

## Nedatate
- februarie: William Browder, matematician american (n. 1934)
- februarie: Hans Kjeld Rasmussen, trăgător de tir danez, medaliat olimpic cu aur (1980) (n. 1954)
- mai: Georgeta Ciungan, atletă română, specializată în proba de 400 m garduri (n. 1973)
- iulie: Jose Iacobescu, inginer român (n. 1932)